# Clásica Oita
La Clásica Oita (oficialmente: Oita Urban Classic) es una carrera ciclista de un día que se disputa anualmente sobre un circuito urbano en los alrededores del estadio de Oita en la isla japonesa de Kyūshū.
La carrera fue creada en el año 2018 y hace parte del UCI Asia Tour como competencia de categoría 1.2. La primera edición fue ganada por el ciclista japonés Masahiro Ishigami.

## Palmarés
| Año  | Ganador           | Segundo               | Tercero         |
| ---- | ----------------- | --------------------- | --------------- |
| 2018 | Masahiro Ishigami | Shoi Matsuda          | Takeaki Amezawa |
| 2019 | Drew Morey        | Maral-Erdene Batmunkh | Evan Burtnik    |
| 2021 | Paco Mancebo      | Masaki Yamamoto       | Yuma Koishi     |
| 2022 | Ryuki Uga         | Takayuki Abe          | Itsuki Koide    |
| 2023 | Ryan Cavanagh     | Kane Richards         | Drew Morey      |
| 2024 | Jeroen Meijers    | Masaki Yamamoto       | Rubén Acosta    |

## Palmarés por países
| País         | Victorias |
| ------------ | --------- |
| Japón        | 2         |
| Australia    | 2         |
| España       | 1         |
| Países Bajos | 1         |